# Rourea amazonica
Rourea amazonica là một loài thực vật có hoa trong họ Connaraceae. Loài này được John Gilbert Baker miêu tả khoa học đầu tiên năm 1871 dưới danh pháp Rourea glabra var. amazonica. Năm 1886 Ludwig Adolph Timotheus Radlkofer nâng cấp nó thành loài riêng biệt.

## Phân bố
Miền nam nhiệt đới châu Mỹ, bao gồm Bolivia, Brasil (bắc, trung tây), Colombia, Ecuador, Peru, Venezuela.